# جان لونثال
جان لونثال (به انگلیسی: John Leventhal) (زاده ۱۸ دسامبر ۱۹۵۲)، نوازنده، تهیه‌کننده، ترانه‌سرا و مهندس صدا آمریکایی است که در تولید آلبوم‌های هنرمندانی نظیر ویلیام بل، پسران نابینای آلاباما، میشل برنچ، رزان کش، مارک کوهن، شاون کالوین، سارا جاروس، رادنی کرول، جیم لادردیل، جوآن آزبورن، لوودون وین‌رایت سوم مشارکت داشته است. او تاکنون برنده شش جایزه گرمی شده‌است.

## حرفه
او به عنوان یک نوازنده با هنرمندانی چون جکسون براون، ویلی نلسون، بروس هرنزبی، الویس کاستلو، دالی پارتن، امیلو هریس، چارلی هیدن، دیوید کرازبی، لیون هلم، ادی بریکل، پل سایمون، تردسکی، گروه Tedeschi Trucks Band، استیو فوربرت، کلی ویلیس، دانلد فگن، رای کودر، و جانی کش همکاری کرده‌است.
به عنوان یک ترانه‌سرا، بیش از ۲۰۰ آهنگ او توسط هنرمندان مختلفی از جمله رزان کش، شاون کالوین، مارک کوهن، میشل برنچ، گروه کامیون‌های تدشی، وینس گیل، جرج استریت، شلبی لین، پتی لاولس، جیم کاکر، لادردیل و ویلیام بل ضبط شده‌اند.
در سال ۱۹۸۸، او اولین آلبوم خود با نام Steady On اثر شاون کالوین که برنده گرمی شد را نوشت و تولید کرد. او در سال ۱۹۹۱ آهنگ موفق مارک کوهن به نام Walking in Memphis را تنظیم و نواخت. در سال ۱۹۹۸، او برنده جایزه گرمی برای ضبط و آهنگ سال برای تهیه و نوشتن آهنگ " Sunny Came Home " شد. لونثال همه آهنگ‌های منتشر شده توسط رزانا کش را در سال ۲۰۱۴ به نام The River &amp; the Thread تولید و نوشت. در ۸ فوریه ۲۰۱۵، The River &amp; the Thread برنده سه جایزه گرمی در شاخه‌های آلبوم آمریکانا سال، بهترین آهنگ اصیل آمریکایی برای "A Feather's Not a Bird" و بهترین اجرای اصیل آمریکایی برای "A Feather's Not a Bird" شد.
او اکثر آهنگ‌های منتشر شده توسط ویلیام بل، خواننده سول را در سال ۲۰۱۶، This Is Where I Live، نوشت و تهیه کرد، که برنده جایزه گرمی سال ۲۰۱۷ برای آلبوم سال آمریکانا شد. در سال ۲۰۱۸ لونثال آهنگ "بگذار مادرم زندگی کند" را که با همکاری مارک کوهن نوشته شده بود و توسط The Blind Boys Of Alabama اجرا شد را تولید کرد. این آهنگ نامزد جایزه گرمی برای بهترین اجرای اصیل آمریکایی شد. آهنگ "Crossing To Jerusalem" که با رزان کش نوشته شده بود، نامزد بهترین آهنگ American Roots برای گرمی ۲۰۱۹ شد. آلبوم World on the Ground سارا جاروس به تهیه کنندگی او برنده جایزه گرمی ۲۰۲۱ بهترین آلبوم آمریکانا شد.
آلبوم‌هایی که لونثال تولید کرده، در مجموع نامزد ۱۹ جایزه گرمی شده‌اند.
در سپتامبر ۲۰۱۵، لونثال جایزه انجمن موسیقی آمریکانا را به عنوان نوازنده سال دریافت کرد.
لونثال همچنین برای فیلم‌های انقلاب زمستانی (۲۰۰۴) و شکاف سنگ بزرگ (۲۰۱۴) آهنگ‌سازی کرد.
آهنگ‌های جان لونثال توسط انتشارات داون تاون موزیک ارائه می‌شود.

## زندگی شخصی
لونثال به همراه همسرش رزان کش و فرزندانشان در شهر نیویورک زندگی می‌کنند.
مادر لونثال اصالتاً ایرلندی و کوبایی و پدرش یهودی بود. در سال ۲۰۱۴، نیوزویک گزارش داد "پیش از آنکه [لونثال و کش] توسط یک خاخام به ازدواج هم درآیند ، جانی کش گفته بود: "من ۴۰ سال منتظر بودم تا یکی از دخترانم با یک یهودی ازدواج کند."